# 38-й армейский корпус (Российская империя)
38-й армейский корпус — общевойсковое соединение (армейский корпус) Русской императорской армии. Образован в июне 1915 года. Расформирован в конце 1917 года.

## В составе армий
- 13-й армии (с 24.07.1915 г.)
- 1-й армии (12.08. — 01.09.1915 г.)
- 10-й армии (18.09.1915 г. — декабрь 1917 г.)

## Командиры
- Генерал-лейтенант Василий Васильевич Артемьев (8 мая 1915 — 31 октября 1916).
- Генерал-лейтенант Михаил Алексеевич Соковнин (31 октября 1916 г. — 22 апреля 1917 г.)
- Генерал-лейтенант Иосиф Романович Довбор-Мусницкий (28 апреля — август 1917 г.)
- Генерал-лейтенант Александр Фёдорович Добрышин (август 1917 г.)